# Setanta deixebles
Els Setanta deixebles són els deixebles de Jesús esmentats a l’Evangeli segons Lluc. Segons aquest text, l'únic del cànon de la Bíblia on apareixen, Jesús els escollí i els envià en parelles a diferents regions per tal d'anunciar els evangelis. La tradició cristiana occidental els designa sovint amb el nom de «deixebles» mentre que els cristians orientals els anomenen «apòstols». De fet, la paraula grega «apòstol» indica algú que és enviat en missió, mentre que «deixeble» és un alumne, algú que aprèn d'altri. El passatge de Lluc, capítol 10, 1-24, diu:
| «              | ¹ Després d'això, el Senyor en designà uns altres setanta-dos i els envià de dos en dos perquè anessin davant seu a cada poble i a cada lloc per on ell mateix havia de passar. ² Els deia: —La collita és abundant, però els segadors són pocs. Pregueu, doncs, a l'amo dels sembrats que hi enviï més segadors. ³ Aneu: jo us envio com anyells enmig de llops. ⁴ No porteu bossa, ni sarró, ni sandàlies, i no us atureu a saludar ningú pel camí. ⁵ Quan entreu en una casa, digueu primer: “Pau en aquesta casa.” ⁶ Si allí hi ha algú que n'és digne, la pau que li desitgeu reposarà damunt d'ell; si no, tornarà a vosaltres. ⁷ Quedeu-vos en aquella casa, menjant i bevent el que tinguin: el qui treballa, bé es mereix el seu jornal. No aneu de casa en casa. ⁸ »Si entreu en una població i us acullen, mengeu el que us ofereixin, ⁹ cureu els malalts que hi hagi i digueu a la gent: “El Regne de Déu és a prop vostre.” ¹⁰ Però si entreu en una població i no us acullen, sortiu a les places i digueu: ¹¹ “Fins i tot la pols del vostre poble que se'ns ha encastat als peus, ens l'espolsem i us la deixem. Però sapigueu això: el Regne de Déu és a prop!” ¹² Us asseguro que el dia del judici serà més suportable per a Sodoma que per a aquella població. ¹³ »Ai de tu, Corazín! Ai de tu, Betsaida! Si a Tir i a Sidó s'haguessin fet els miracles que vosaltres heu vist, ja fa temps que, en senyal de penediment, s'haurien assegut a la cendra, s'haurien posat vestits de sac i s'haurien convertit. ¹⁴ Per això el judici serà més suportable per a Tir i Sidó que per a vosaltres. ¹⁵ I tu, Cafarnaüm, ¿et creus que seràs enaltida fins al cel? Al país dels morts, baixaràs! ¹⁶ »Qui us escolta a vosaltres, m'escolta a mi. Qui no fa cas de vosaltres, no fa cas de mi, i qui no fa cas de mi, no fa cas del qui m'ha enviat. ¹⁷ Els setanta-dos van tornar plens d'alegria i deien: —Senyor, fins els dimonis se'ns sotmeten pel poder del teu nom. ¹⁸ Jesús els digué: —Jo veia Satanàs que queia del cel com un llamp. ¹⁹ Us he donat poder de trepitjar serps i escorpins i de vèncer tota la potència de l'enemic, i res no us farà mal. ²⁰ Però no us alegreu perquè els esperits se us sotmeten; alegreu-vos més aviat perquè els vostres noms estan inscrits en el cel. ²¹ En aquell mateix moment, Jesús, ple de la joia de l'Esperit Sant, digué: —T'enalteixo, Pare, Senyor del cel i de la terra, perquè has revelat als senzills tot això que has amagat als savis i entesos. Sí, Pare, així t'ha plagut de fer-ho. ²² »El Pare ho ha posat tot a les meves mans. Ningú no coneix qui és el Fill, fora del Pare, i ningú no coneix qui és el Pare, fora del Fill i d'aquells a qui el Fill el vol revelar. ²³ Després es va girar cap als deixebles i, a part, els digué: —Feliços els ulls que veuen el que vosaltres veieu! ²⁴ Us asseguro que molts profetes i reis van voler veure el que vosaltres veieu, però no ho veieren, i sentir el que vosaltres sentiu, però no ho sentiren. | » |
| — Lluc 10:1-24 | |   |

L'evangeli diu «setanta» als manuscrits de la tradició bíblica d'Alexandria, com el Codex Sinaiticus. En la traducció llatina de la Vulgata de sant Jeroni es dona el nombre de setanta-dos, que ha passat a la tradició occidental. El nombre pot remetre a les setanta nacions del Gènesi o a altres llistes de setanta noms que es troben a la Bíblia.

## Culte
A l'Església Ortodoxa es commemoren els Setanta Deixebles el dia de la Synaxis dels Setanta Apòstols, que se celebra el 4 de gener. A més, cada deixeble compta amb un dia dedicat al calendari litúrgic ortodox.

## Noms
La tradició ortodoxa que enumera els setanta deixebles, els noms dels quals «són inscrits al cel» remet al bisbe del segle iii Doroteu de Tir, a qui s'atribueix un ofici litúrgic dedicat als Setanta, conegut per una còpia del segle viii. A partir d'aquesta llista, se'n donen altres al Chronicon Paschale i a l'obra dels Pseudo-Doroteu. No obstant això, els estudiosos catòlics consideren que la majoria de noms no tenen cap prova que testimoniï la seva historicitat.
Eusebi de Cesarea afirmava que no hi havia cap llista d'aquests deixebles a la seva època, i que els únics que podien anomenar-se eren: Bernabé, Sòstenes, Cefes, Maties, Tadeu d'Edessa i Jaume el Just.
La majoria dels noms citats es poden identificar a partir del títol que els acompanya. Tot i que existeixen algunes variants, el llistat segueix el cànon religiós habitual a l'ortodòxia:
1. Acaic
2. Àgab el Profeta
3. Ampliat, bisbe d'Odessa
4. Ananies, bisbe de Damasc
5. Andrònic, bisbe de Pannònia
6. Apel·les, bisbe d'Heraclea de Perint
7. Apol·ló, bisbe de Cesarea
8. Àquila
9. Aristarc, bisbe d'Apamea de Síria
10. Aristòbul, bisbe de Britànnia
11. Arquip
12. Àrtemes, bisbe de Listra
13. Asíncrit, bisbe d'Hircània
14. Bernabé, bisbe de Milà
15. Carp, bisbe de Berea de Tràcia
16. Climent, bisbe de Sardes
17. Clopas
18. Crescent
19. Crisp, bisbe de Calcedònia a Galilea
20. Èpafres, bisbe d'Andriaca
21. Epafrodit de Filipos
22. Epènet de Cartago, bisbe de Cartago
23. Erast, bisbe de Paneas
24. Estaqui, patriarca de Bizanci
25. Esteve, un dels Set Diaques i primer màrtir
26. Evodi d'Antioquia, patriarca d'Antioquia
27. Felip l'Evangelista, un dels Set Diaques, bisbe de Tràlia a l'Àsia Menor
28. Filèmon, bisbe de Gaza
29. Filòleg, bisbe de Sinope
30. Flegó, bisbe de Marató
31. Fortunat
32. Gai, bisbe d'Efes
33. Hermes, bisbe de Dalmàcia
34. Hermes, bisbe de Filipòpolis
35. Herodió, bisbe de Patras
36. Jàson, bisbe de Tars
37. Jaume, germà del Senyor, presumpte autor de l'Epístola de Sant Jaume, primer bisbe de Jerusalem
38. Joan Marc (sovint identificat com a Marc l'evangelista), bisbe de Biblos
39. Just, bisbe d'Eleuteròpolis
40. Lli I, successor de Sant Pere com a Bisbe de Roma
41. Lluc, autor de l'Evangeli segons Lluc
42. Lluci de Cirene, bisbe de Laodicea[5]
43. Sant Marc, autor de l'Evangeli segons Marc i patriarca d'Alexandria
44. Marc, bisbe d'Apol·lònia
45. Narcís, bisbe d'Atenes
46. Nicanor el Diaca, un dels Set Diaques
47. Olimpes
48. Onesífor, bisbe de Cirene
49. Onèsim de Bizanci (o potser un altre Onèsim diferent de l'esmentat a la Carta a Filèmon)
50. Pàrmenes, un dels Set Diaques
51. Pàtrobes de Puteoli, bisbe de Puteoli o de Nàpols
52. Pròcor, un dels Set Diaques, bisbe de Nicomèdia a Bitínia
53. Púdens
54. Quadrat d'Atenes
55. Quart, bisbe de Beirut
56. Ruf, bisbe de Tebes
57. Timoteu, bisbe d'Efes
58. Titus, bisbe de Creta
59. Silas, bisbe de Corint
60. Silvà
61. Simeó, fill de Clopas, segon bisbe de Jerusalem
62. Sosípatre, bisbe d'Iconi
63. Sòstenes, bisbe de Colofó
64. Tadeu d'Edessa també anomenat Sant Addaï
65. Terci, bisbe d'Iconi, transcriptor de l'Epístola als Romans
66. Timó el Diaca, un dels Set Diaques
67. Tíquic, bisbe de Colofó
68. Tròfim
69. Urbà, bisbe de Macedònia
70. Zenes l'advocat, bisbe de Diòspolis

L'apòstol Maties, que prengué el lloc de Judes Iscariot entre els Apòstols, sovint es compta entre els Setanta.